# Sci alpino agli VIII Giochi olimpici invernali
Nello sci alpino agli VIII Giochi olimpici invernali, svoltisi nel 1960 a Squaw Valley (Stati Uniti), vennero assegnate sei medaglie (3 maschili e 3 femminili) in tre discipline. I primi tre classificati di ciascuna gara, oltre alla medaglia olimpica ottennero anche quella dei Campionati mondiali di sci alpino. Le due gare di combinata assegnarono solo le medaglie valevoli per i campionati mondiali.

## Programma
| Sci alpino agli VIII Giochi olimpici invernali | Sci alpino agli VIII Giochi olimpici invernali | Sci alpino agli VIII Giochi olimpici invernali | Sci alpino agli VIII Giochi olimpici invernali | Sci alpino agli VIII Giochi olimpici invernali | Sci alpino agli VIII Giochi olimpici invernali | Sci alpino agli VIII Giochi olimpici invernali | Sci alpino agli VIII Giochi olimpici invernali | Sci alpino agli VIII Giochi olimpici invernali | Sci alpino agli VIII Giochi olimpici invernali | Sci alpino agli VIII Giochi olimpici invernali | Sci alpino agli VIII Giochi olimpici invernali |
| Eventi / Giorni                                | Febbraio 1960                                  | Febbraio 1960                                  | Febbraio 1960                                  | Febbraio 1960                                  | Febbraio 1960                                  | Febbraio 1960                                  | Febbraio 1960                                  | Febbraio 1960                                  | Febbraio 1960                                  | Febbraio 1960                                  | Febbraio 1960                                  |
| Eventi / Giorni                                | 18                                             | 19                                             | 20                                             | 21                                             | 22                                             | 23                                             | 24                                             | 25                                             | 26                                             | 27                                             | 28                                             |
| ---------------------------------------------- | ---------------------------------------------- | ---------------------------------------------- | ---------------------------------------------- | ---------------------------------------------- | ---------------------------------------------- | ---------------------------------------------- | ---------------------------------------------- | ---------------------------------------------- | ---------------------------------------------- | ---------------------------------------------- | ---------------------------------------------- |
| Gare maschili                                  |                                                |                                                |                                                | SG                                             | DL                                             |                                                | SL                                             |                                                |                                                |                                                |                                                |
| Gare femminili                                 |                                                |                                                | DL                                             |                                                |                                                | SG                                             |                                                |                                                | SL                                             |                                                |                                                |

## Podi olimpici
| Evento                     | Oro              | Perform. | Argento         | Perform. | Bronzo              | Perform. |
| Gare maschili              |                  |          |                 |          |                     |          |
| Discesa libera (dettagli)  | Jean Vuarnet     | 2'06"0   | Hanspeter Lanig | a 5/10   | Guy Périllat        | a 9/10   |
| Slalom gigante (dettagli)  | Roger Staub      | 1"48"3   | Josef Stiegler  | a 4/10   | Ernst Hinterseer    | a 9/10   |
| Slalom speciale (dettagli) | Ernst Hinterseer | 2'08"9   | Hias Leitner    | a 1"4    | Charles Bozon       | a 1"5    |
| Gare femminili             |                  |          |                 |          |                     |          |
| Discesa libera (dettagli)  | Heidi Biebl      | 1'37"6   | Penelope Pitou  | a 1"     | Traudl Hecher       | a 1"3    |
| Slalom gigante (dettagli)  | Yvonne Rüegg     | 1"39"9   | Penelope Pitou  | a 1/10   | Giuliana Minuzzo    | a 3/10   |
| Slalom speciale (dettagli) | Anne Heggtveit   | 1"49"6   | Betsy Snite     | a 3"3    | Barbara Henneberger | a 7"     |

## Medagliere olimpico
| Posizione | Paese       |   |   |   | Totale |
| --------- | ----------- | - | - | - | ------ |
| 1         | Svizzera    | 2 | 0 | 0 | 2      |
| 2         | Austria     | 1 | 2 | 2 | 5      |
| 3         | Germania    | 1 | 1 | 1 | 3      |
| 3         | Francia     | 1 | 0 | 2 | 3      |
| 3         | Canada      | 1 | 0 | 0 | 1      |
| 6         | Stati Uniti | 0 | 3 | 0 | 3      |
| 7         | Italia      | 0 | 0 | 1 | 1      |
| Totale    | Totale      | 6 | 6 | 6 | 18     |

## Podi mondiali
| Evento         | Oro            | Argento       | Bronzo              |
| Gare maschili  |                |               |                     |
| Combinata      | Guy Périllat   | Charles Bozon | Hanspeter Lanig     |
| Gare femminili |                |               |                     |
| Combinata      | Anne Heggtveit | Sonja Sperl   | Barbara Henneberger |

## Medagliere mondiale
| Posizione | Paese       | Oro | Argento | Bronzo | Totale |
| --------- | ----------- | --- | ------- | ------ | ------ |
| 1         | Francia     | 2   | 1       | 2      | 5      |
| 2         | Canada      | 2   | 0       | 0      | 2      |
| 2         | Svizzera    | 2   | 0       | 0      | 2      |
| 4         | Germania    | 1   | 2       | 3      | 6      |
| 5         | Austria     | 1   | 2       | 2      | 5      |
| 6         | Stati Uniti | 0   | 3       | 0      | 3      |
| 7         | Italia      | 0   | 0       | 1      | 1      |
| Totale    | Totale      | 8   | 8       | 8      | 24     |